# Spyro the Dragon
Spyro the Dragon är ett plattformsspel utvecklat till Playstation av Insomniac Games.

## Handling
Spyros vänner har blivit förstenade av den onde Gnasty Gnorc och det är nu upp till Spyro att rädda sina vänner och återigen skapa fred i drakvärlden. För att göra detta måste han kämpa sig genom tuffa banor och en rad olika varelser. Vid sin sida surrar hans vän, trollsländan Sparx som fungerar som en livmätare åt Spyro.
Under sin väg genom spelet möter han även äggtjuvar som roffat åt sin de små drakäggen. Att springa ikapp dessa tjuvar är inte nödvändig, förutom att slutföra spelet fullständigt.
Spelaren kan styra Spyro igenom världarna Artisans, Peace Keepers, Magic Crafters, Beast Makers och Dream Weavers, som har ett eget tema när det gäller utseende. Det finns även en bonusvärld som måste låsas upp genom att klara av spelet till 100 %; samla alla diamanter och rädda alla drakar. På varje värld finns en kille med en luftballong. Denna ballong tar spelaren vidare till nästa värld.